# Щекавицька вулиця (Київ)
Щекави́цька ву́лиця — вулиця в Подільському районі міста Києва, місцевість Поділ (Плоське). Пролягає від Ярославського провулку до Набережно-Хрещатицької вулиці.
Прилучаються вулиці Кирилівська, Костянтинівська, Межигірська, Волоська і Почайнинська.

## Історія
Вулиця утворилася у середині XIX століття під час перепланування Плоської частини міста. У 1834 році вперше згадується запланована, але ще не забудована вулиця Ще́кова. У 1846 році вулиця вже існує під сучасною назвою — від гори Щекавиця, біля якої вона починається.

## Забудова
За міським розкладом Щекавицька вулиця належала частково до 2-го, частково до 4-го розряду. У 1914 році переведена до 1-го розряду. Історичну забудову складали як капітальні прибуткові, промислові та громадські споруди (зокрема, синагога), так і скромні міщанські садиби. Забудова кінця XIX — початку XX століття збереглася частково на початку та наприкінці вулиці (будинки № 3/9, 8, 34, 44). Сучасна житлова забудова представлена переважно «сталінками» та будинками 1980-х—2000-х років.
Пам'яткою архітектури є церква святого Дмитра Ростовського, що входила до храмового комплексу святих Костянтина та Єлени, зруйнованого у 1930-ті роки. Будівля № 6/8, на розі з Кирилівською вулицею — це залишки дзвіниці храмового комплексу, у нижньому ярусі якої існувала церква святого Дмитра, та так званого теплого храму. У 1930-х роках верхні яруси дзвіниці розібрали, а в нижньому облаштували спортзал для школи № 17. Дзвіниця була споруджена у 1756–1758 роках архітектором І. Г. Григоровичем-Барським, теплий храм зведений у 1863–1865 роках за проектом архітектора П. І. Спарро.
Ще однією пам'яткою сакральної архітектури є будівля синагоги (№ 29), зведена у 1895 році за проектом архітектора Миколи Горденіна та реконструйована у 1915 році Володимиром Гінзбургом. З архітектурної точки зору будівля поєднувала у собі елементи модерну та мавританського стилю. У 1929 році синагогу було закрито та знову відкрито у 1945 році. Близько п'ятдесяти років це була єдина діюча синагога у Києві. У 2002 році проведено чергову реставрацію та реконструкцію синагоги.
Будинок № 19/33 (XIX ст., колишній прибутковий будинок Вертипороха) з 1994 року перебуває на обліку як нововиявлений об'єкт культурної спадщини, нині належить приватному власникові — ПКП «Поділ-Бізнес». З 1990-х рр. перебуває в аварійному стані, у жовтні 2017 частина будівлі обвалилася, у 2014 та в грудні 2017 пам'ятка зазнала пожеж.

## Будинки
- «Дім Євангелія» євангельських християн-баптистів (буд. № 2/8)
- Будинок Вертипороха (буд. № 19/33, на розі Межигірської)
- Велика хоральна синагога (буд. № 29)
- Хлібокомбінат № 2 (буд. № 55)

## Зображення

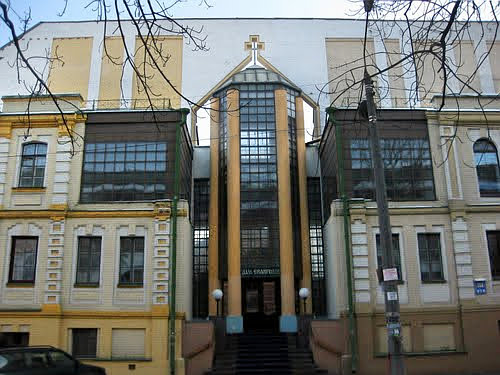
Центральна церква євангельських християн-баптистів «Дім Євангелія» м. Київ
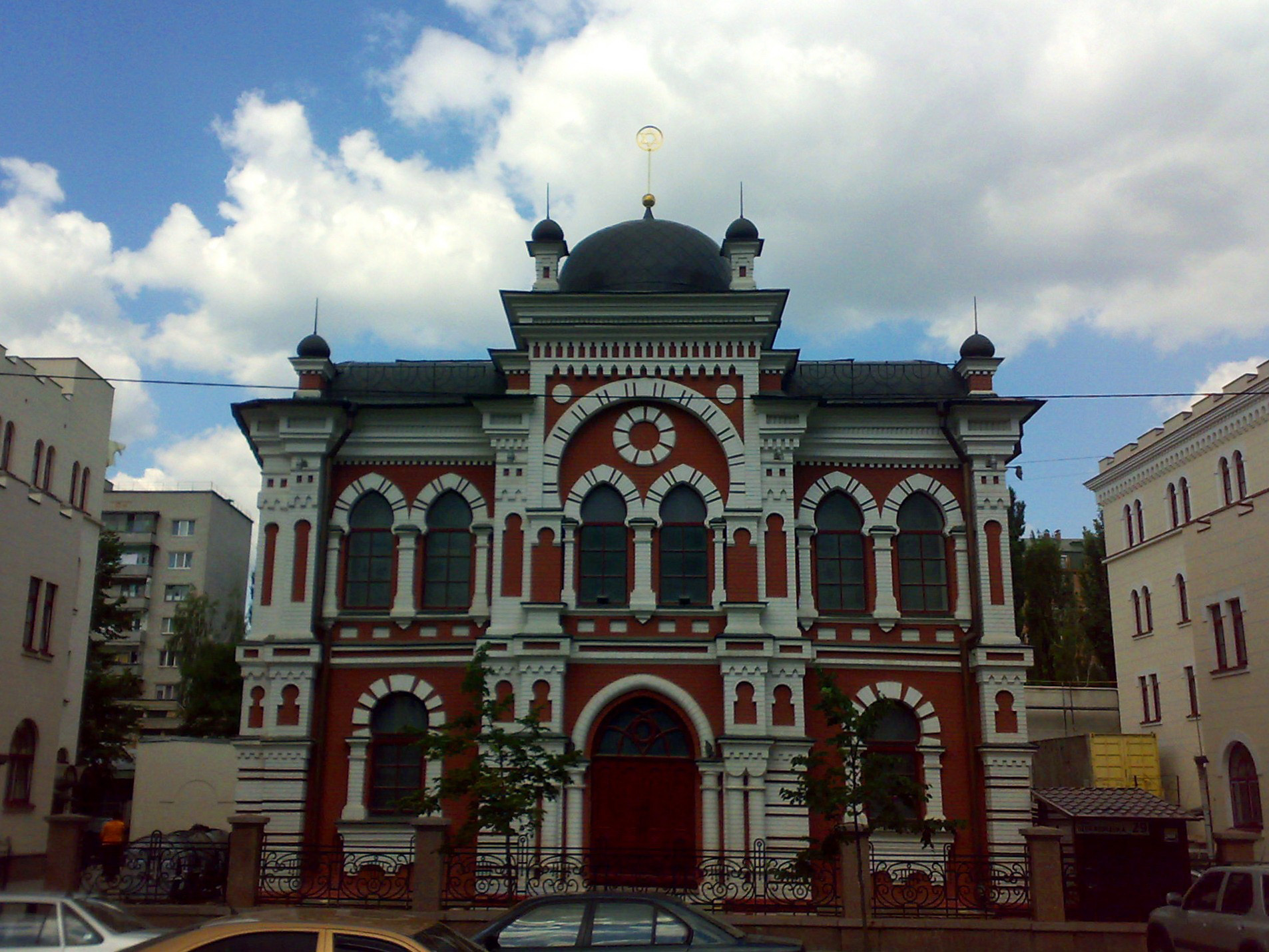
Велика хоральна синагога
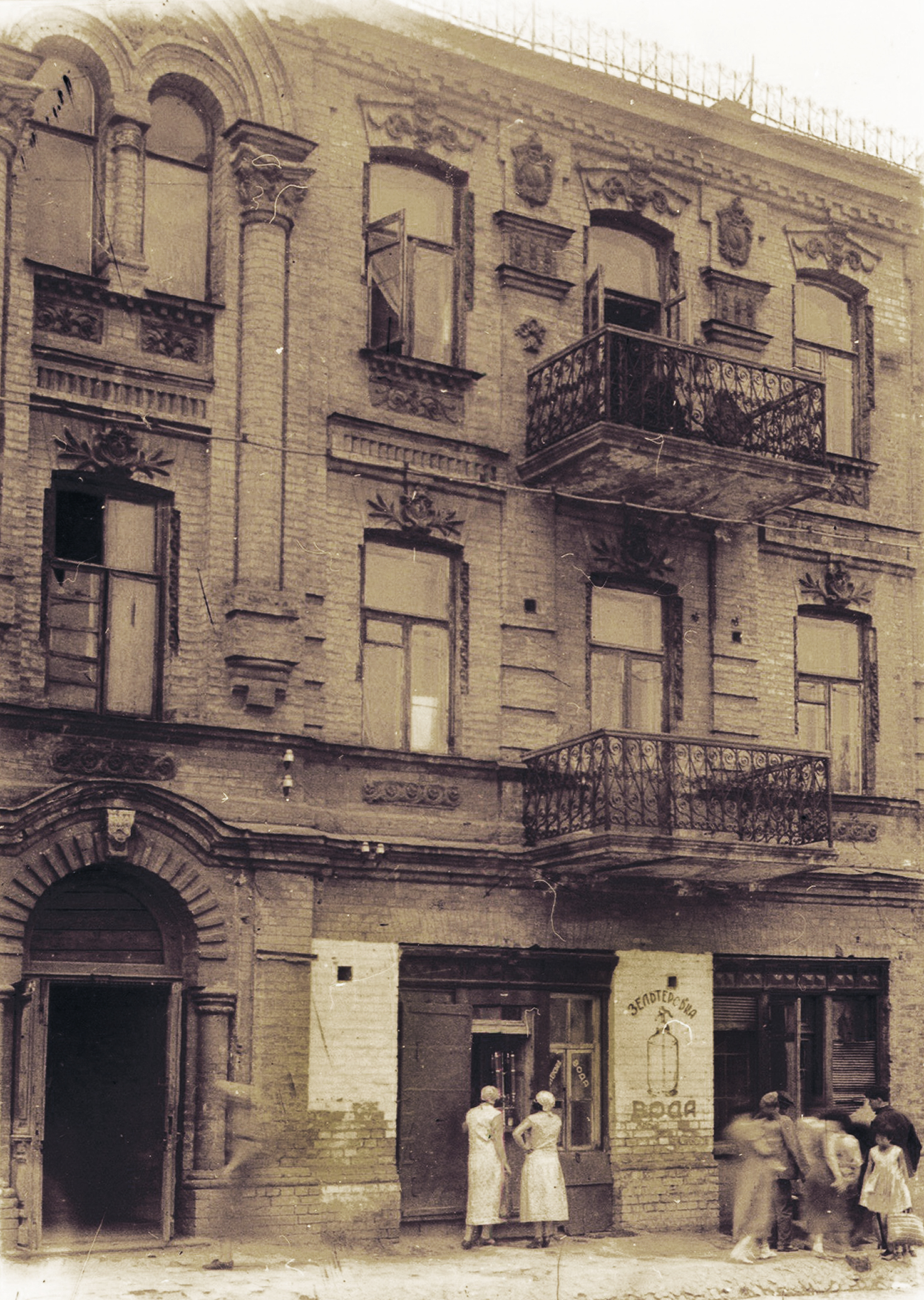
Будинок Вертипороха, 1934